# 森川浩恵
森川 浩恵（もりかわ ひろえ、1985年6月3日 - ）は、日本の箏奏者、歌手。兵庫県龍野市出身。
3歳より母に箏を学び、6歳より父に尺八を学ぶ。その後横山勝也から演奏法、音楽の基礎知識、思想を学ぶ。1998年全国小中学生箏曲コンクール最優秀賞、牧本賞受賞、団体戦含めて複数回文部大臣賞(現文部科学大臣賞)受賞。くすのき芸文の里筝曲コンクール全国1位など受賞。2000年、日蘭修好400年記念コンサートに邦楽の代表として参加。2002年3月に発売されたデビューアルバムは純邦楽では異例の一万枚を超すセールスを記録した。近年は国内外のイベントに参加。音楽の教科書に掲載されるなど、教育に尽力している。E-テレ『ムジカ・ピッコリーノ』に出演。